# Deutsche Erd- und Steinwerke GmbH

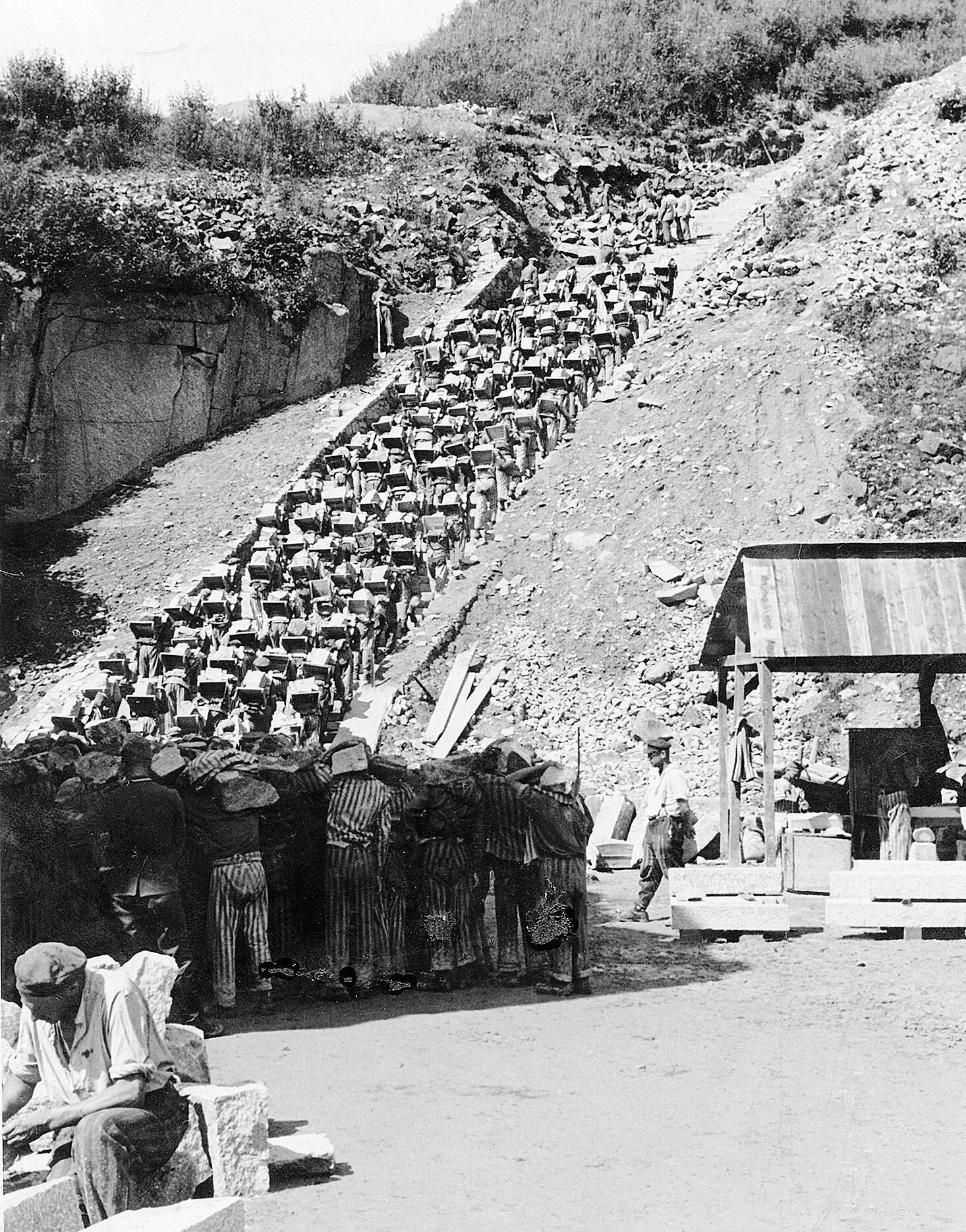
Cava Wienergraben a Mauthausen: la "Scala della Morte", i prigionieri furono costretti a trasportare i blocchi di granito, alcuni del peso di 50 kg, su per 186 gradini.

La Deutsche Erd- und Steinwerke GmbH (DEST) fu una società di proprietà delle SS, sussidiaria dell'Amtsgruppe W dell'ufficio WVHA, creata per reperire e produrre i materiali necessari ai progetti di costruzione statali nella Germania nazista. Sia l'Amt. W che il WVHA furono guidati dai generali delle Waffen-SS Oswald Pohl e Georg Lörner.
Il quartier generale fu a Sankt Georgen an der Gusen, una piccola città in Austria dove nel 1944 fu costruito Gusen II, un sottocampo di Mauthausen.

## Storia
La DEST, fondata il 29 aprile 1938 a Berlino, fu amministrata dal VWHA allo scopo di procurarsi i materiali da costruzione, organizzare il lavoro forzato dei deportati e supervisionare le operazioni della cava. La posizione dei campi di concentramento di Sachsenhausen (1936), Buchenwald (1937), Flossenbürg (1938), Mauthausen (1938), Natzweiler-Struthof (1939), Gross Rosen (1940) e Neuengamme (1940) fu scelta per la vicinanza ai terreni adatti alla produzione di laterizi, ad una fabbrica di laterizi o ad una cava di pietra.
DEST sfruttò con grande successo il lavoro forzato nelle cave. L'utilizzo del lavoro umano, in prevalenza degli ebrei, fu caratterizzato da crudeltà, il che lo rese uno dei capisaldi delle accuse di crimini di guerra nei processi di Norimberga. Il direttore del programma SS-Obergruppenführer Oswald Pohl, di stanza a Berlino, fu condannato a morte per crimini di guerra nel 1947 e giustiziato nel 1951.
Nel 1943 la DEST spostò l'attenzione dall'industria della pietra agli armamenti: da questo momento svolse un ruolo chiave, aiutando le SS ad entrare in alcune industrie belliche di cruciale importanza. Basti pensare al parco industriale a Sankt Georgen, al campo di Gusen, grazie al quale le SS diventarono il maggior fornitore di fusoliere per aerei (Bf 109, Me 262), carabine e mitragliatrici ad aziende come BFW, Messerschmitt e Steyr-Daimler-Puch. Per gestire l'attività dei detenuti di Gusen e Mauthausen, tra il 1940 e il 1945 la DEST operò dalla sede del Granitwerke Mauthausen, presente a Sankt Georgen an der Gusen che rappresentò il suo "Werkgruppe" (gruppo industriale) più grande e importante.